# Shakespeares samlade verk
Shakespeares samlade verk är sammanställningar som gör anspråk på att innehålla alla verk av William Shakespeare. Sammanställningen försvåras av att ingen med säkerhet vet om någon av Shakespeares apokryfer bör ingå, samt att en dylik samling måste ta ställning till huruvida verk där Shakespeare varit medförfattare ska tas med.
Oxfordutgåvan av Complete Works of William Shakespeare från 1914 anses vara den auktoritativa sammanställningen. Den innehåller 37 dramer, 154 sonetter och diverse dikter. Den första utgåvan efter millennieskiftet var The RSC Shakespeare.